# Tathiana Garbin
Pour les articles homonymes, voir Garbin (homonymie).
Tathiana Garbin (née le 30 juin 1977 à Mestre) est une joueuse de tennis italienne, professionnelle depuis le milieu des années 1990.
Alors qu'elle s'est jusqu'alors essentiellement illustrée dans les épreuves de double, la régularité de ses bons résultats en 2007 (notamment un 4e tour à Roland-Garros en mai) la propulsent, à presque trente ans, au 22e rang mondial en simple, le meilleur de sa carrière.
Tathiana Garbin a remporté douze titres sur le circuit WTA, dont onze en double dames.

## Carrière
Tathiana Garbin a été championne d'Italie des moins de 16 ans en 1993. Deux ans plus tard elle atteint les demi-finales du tournoi ITF d'Orbetello et en 1996 à celui de Catane en double et en simple, devenant professionnelle cette année-là. Le 21 mai 2007, elle atteint son meilleur classement au numéro 22 . En double, elle a été  classée 25e en 2001. Au cours de sa carrière professionnelle, Garbin a remporté un tournoi en simple WTA et onze titres en double WTA et ITF.
Elle a remporté l'un de ses succès les plus spectaculaires à Roland-Garros en 2004 , en battant la numéro un mondiale Justine Henin . Elle a fait partie de l'équipe olympique italienne en 2000 et 2004 et a représenté son pays à plusieurs reprises à la Fed Cup . En 2007, elle atteint les huitièmes de finale d'un tournoi du Grand Chelem à Roland-Garros. Au tournoi de Wimbledon en 2009, elle atteint les quarts de finale en double avec sa partenaire Kristina Barrois et se classe parmi les 100 meilleures de cette catégorie . En 2011, elle annonce la fin de sa carrière après l' Open d'Australie .

## Carrière d'entraîneur
Tathiana Garbin a commencé sa carrière d'entraîneur avec la joueuse de tennis italienne, naturalisée suisse, Romina Oprandi Nel giugno 2011 inizia a collaborare con la Federazione Italiana Tennis.. En juin 2011, elle a commencé à travailler avec la Federazione Italiana Tennis e Padel et en octobre 2016, elle a été nommée capitaine de l' équipe d'Italie de Fed Cup à partir de la Coupe Billie Jean King 2019 à la place de Corrado Barazzutti atteignant la finale perdue contre le Canada de l'édition 2023.

## Palmarès

### Titre en simple dames
| No | Date       | Nom et lieu du tournoi    | Catégorie | Dotation  | Surface      | Finaliste       | Score     |          |
| -- | ---------- | ------------------------- | --------- | --------- | ------------ | --------------- | --------- | -------- |
| 1  | 17-04-2000 | Westel 900 Open, Budapest | Tier IVb  | 110 000 $ | Terre (ext.) | Kristie Boogert | 6-2, 7-64 | Parcours |

### Finales en simple dames
| No | Date       | Nom et lieu du tournoi            | Catégorie | Dotation  | Surface      | Vainqueure        | Score               |          |
| -- | ---------- | --------------------------------- | --------- | --------- | ------------ | ----------------- | ------------------- | -------- |
| 1  | 07-02-2000 | Copa Colsanitas, Bogota           | Tier IVa  | 140 000 $ | Terre (ext.) | Patricia Wartusch | 4-6, 6-1, 6-4       | Parcours |
| 2  | 11-07-2005 | Internazionali di, Modena         | Tier IV   | 140 000 $ | Terre (ext.) | Anna Smashnova    | 6-6, ab.            | Parcours |
| 3  | 18-07-2006 | Internazionali Femminili, Palerme | Tier IV   | 145 000 $ | Terre (ext.) | Anabel Medina     | 6-4, 6-4            | Parcours |
| 4  | 19-02-2007 | Copa Colsanitas, Bogota           | Tier III  | 175 000 $ | Terre (ext.) | Roberta Vinci     | 6-74, 6-4, 0-3, ab. | Parcours |

### Titres en double dames
| No | Date       | Nom et lieu du tournoi             | Catégorie | Dotation  | Surface      | Partenaire        | Finalistes                              | Score         |          |
| -- | ---------- | ---------------------------------- | --------- | --------- | ------------ | ----------------- | --------------------------------------- | ------------- | -------- |
| 1  | 08-05-2000 | Warsaw Cup by Heros Varsovie       | Tier IVb  | 110 000 $ | Terre (ext.) | Janette Husárová  | Iroda Tulyaganova Anna Zaporozhanova    | 6-3, 6-1      | Parcours |
| 2  | 19-02-2001 | Copa Colsanitas Bogota             | Tier III  | 170 000 $ | Terre (ext.) | Janette Husárová  | Laura Montalvo Paola Suárez             | 6-4, 2-6, 6-4 | Parcours |
| 3  | 16-04-2001 | Colorotex GP Budapest              | Tier V    | 110 000 $ | Terre (ext.) | Janette Husárová  | Zsofia Gubacsi Dragana Zarić            | 6-1, 6-3      | Parcours |
| 4  | 09-07-2001 | Internazionali Femminili Palerme   | Tier V    | 110 000 $ | Terre (ext.) | Janette Husárová  | María José Martínez Anabel Medina       | 4-6, 6-2, 6-4 | Parcours |
| 5  | 06-01-2002 | ANZ Tasmanian International Hobart | Tier V    | 110 000 $ | Dur (ext.)   | Rita Grande       | Catherine Barclay Christina Wheeler     | 6-2, 7-63     | Parcours |
| 6  | 29-04-2002 | Croatian Ladies Open Bol           | Tier III  | 170 000 $ | Terre (ext.) | Angelique Widjaja | Elena Bovina Henrieta Nagyová           | 7-5, 3-6, 6-4 | Parcours |
| 7  | 06-01-2003 | Canberra Women’s Classic Canberra  | Tier V    | 110 000 $ | Dur (ext.)   | Émilie Loit       | Dája Bedáňová Dinara Safina             | 6-3, 3-6, 6-4 | Parcours |
| 8  | 09-01-2005 | Canberra Women’s Classic Canberra  | Tier V    | 110 000 $ | Dur (ext.)   | Tina Križan       | Gabriela Navrátilová Michaela Paštiková | 7-5, 1-6, 6-4 | Parcours |
| 9  | 05-07-2010 | GDF Suez Grand Prix Budapest       | Intern'l  | 220 000 $ | Terre (ext.) | Timea Bacsinszky  | Sorana Cîrstea Anabel Medina            | 6-3, 6-3      | Parcours |
| 10 | 12-07-2010 | ECM Open Prague                    | Intern'l  | 220 000 $ | Terre (ext.) | Timea Bacsinszky  | Monica Niculescu Ágnes Szávay           | 7-5, 7-64     | Parcours |
| 11 | 18-10-2010 | BGL Open Luxembourg                | Intern'l  | 220 000 $ | Dur (int.)   | Timea Bacsinszky  | Iveta Benešová Barbora Z. Strýcová      | 6-4, 6-4      | Parcours |

### Finales en double dames
| No | Date       | Nom et lieu du tournoi                   | Catégorie | Dotation    | Surface      | Vainqueures                        | Partenaire       | Score             |          |
| -- | ---------- | ---------------------------------------- | --------- | ----------- | ------------ | ---------------------------------- | ---------------- | ----------------- | -------- |
| 1  | 08-07-2002 | French Community Championships Bruxelles | Tier IV   | 140 000 $   | Terre (ext.) | Barbara Schwartz Jasmin Wöhr       | Arantxa Sánchez  | 6-2, 0-6, 6-4     | Parcours |
| 2  | 19-08-2002 | Pilot Pen Tennis New Haven               | Tier II   | 585 000 $   | Dur (ext.)   | Daniela Hantuchová Arantxa Sánchez | Janette Husárová | 6-3, 1-6, 7-5     | Parcours |
| 3  | 07-05-2007 | Qatar Telecom German Open Berlin         | Tier I    | 1 340 000 $ | Terre (ext.) | Lisa Raymond Samantha Stosur       | Roberta Vinci    | 6-3, 6-4          | Parcours |
| 4  | 14-05-2007 | Internazionali d'Italia Rome             | Tier I    | 1 340 000 $ | Terre (ext.) | Nathalie Dechy Mara Santangelo     | Roberta Vinci    | 6-4, 6-1          | Parcours |
| 5  | 10-01-2010 | Medibank International Sydney            | Premier   | 600 000 $   | Dur (ext.)   | Cara Black Liezel Huber            | Nadia Petrova    | 6-1, 3-6, [10-3]  | Parcours |
| 6  | 12-04-2010 | Barcelona Ladies Open Barcelone          | Intern'l  | 220 000 $   | Terre (ext.) | Sara Errani Roberta Vinci          | Timea Bacsinszky | 6-1, 3-6, [10-2]  | Parcours |
| 7  | 19-07-2010 | Gastein Ladies Bad Gastein               | Intern'l  | 220 000 $   | Terre (ext.) | Lucie Hradecká Anabel Medina       | Timea Bacsinszky | 6-72, 6-1, [10-5] | Parcours |

## Parcours en Grand Chelem

### En simple dames
| Année | Open d'Australie | Open d'Australie   | Internationaux de France | Internationaux de France | Wimbledon       | Wimbledon           | US Open         | US Open            |
| ----- | ---------------- | ------------------ | ------------------------ | ------------------------ | --------------- | ------------------- | --------------- | ------------------ |
| 1999  | 1er tour (1/64)  | Rita Grande        | -                        | -                        | -               | -                   | -               | -                  |
| 2000  | 1er tour (1/64)  | Ruxandra Dragomir  | 3e tour (1/16)           | Martina Hingis           | 1er tour (1/64) | Patty Schnyder      | 3e tour (1/16)  | Martina Hingis     |
| 2001  | 1er tour (1/64)  | Sandra Nacuk       | 2e tour (1/32)           | Jennifer Capriati        | 1er tour (1/64) | Alexandra Stevenson | -               | -                  |
| 2002  | 2e tour (1/32)   | Daniela Hantuchová | 2e tour (1/32)           | Patty Schnyder           | 1er tour (1/64) | Jana Kandarr        | 1er tour (1/64) | Els Callens        |
| 2003  | 2e tour (1/32)   | Paola Suárez       | 2e tour (1/32)           | Eléni Daniilídou         | 1er tour (1/64) | Nadia Petrova       | 2e tour (1/32)  | Shinobu Asagoe     |
| 2004  | 1er tour (1/64)  | Camille Pin        | 3e tour (1/16)           | Zheng Jie                | 1er tour (1/64) | Sun Tiantian        | 2e tour (1/32)  | Fabiola Zuluaga    |
| 2005  | 2e tour (1/32)   | Karolina Šprem     | 2e tour (1/32)           | Elena Bovina             | 1er tour (1/64) | Julia Vakulenko     | 1er tour (1/64) | Elena Likhovtseva  |
| 2006  | 1er tour (1/64)  | Dinara Safina      | 3e tour (1/16)           | Justine Henin            | 2e tour (1/32)  | Martina Hingis      | 2e tour (1/32)  | Ai Sugiyama        |
| 2007  | 3e tour (1/16)   | Maria Sharapova    | 4e tour (1/8)            | Nicole Vaidišová         | 2e tour (1/32)  | Victoria Azarenka   | 1er tour (1/64) | Dominika Cibulková |
| 2008  | 2e tour (1/32)   | Ana Ivanović       | 1er tour (1/64)          | Marina Erakovic          | 1er tour (1/64) | Ágnes Szávay        | 3e tour (1/16)  | Séverine Beltrame  |
| 2009  | 2e tour (1/32)   | Victoria Azarenka  | 3e tour (1/16)           | Virginie Razzano         | 2e tour (1/32)  | Anabel Medina       | 2e tour (1/32)  | Petra Kvitová      |
| 2010  | 3e tour (1/16)   | Victoria Azarenka  | 2e tour (1/32)           | Caroline Wozniacki       | 1er tour (1/64) | Caroline Wozniacki  | 1er tour (1/64) | Sara Errani        |
| 2011  | 1er tour (1/64)  | Marion Bartoli     | -                        | -                        | -               | -                   | -               | -                  |

À droite du résultat, l’ultime adversaire.

### En double dames
| Année | Open d'Australie             | Open d'Australie            | Internationaux de France      | Internationaux de France   | Wimbledon                        | Wimbledon                   | US Open                       | US Open                     |
| ----- | ---------------------------- | --------------------------- | ----------------------------- | -------------------------- | -------------------------------- | --------------------------- | ----------------------------- | --------------------------- |
| 1998  | -                            | -                           | -                             | -                          | 1er tour (1/32) A. Serra Zanetti | Janet Lee Wang Shi-Ting     | -                             | -                           |
| 1999  | 1er tour (1/32) Alice Canepa | Silvia Farina K. Habšudová  | -                             | -                          | -                                | -                           | -                             | -                           |
| 2000  | 3e tour (1/8) K. Marosi      | Debbie Graham Nana Miyagi   | 1er tour (1/32) K. Marosi     | S. De Beer Nana Miyagi     | 1er tour (1/32) K. Marosi        | Irina Spîrlea Caroline Vis  | 3e tour (1/8) J. Husárová     | Cara Black Likhovtseva      |
| 2001  | 2e tour (1/16) J. Husárová   | L. Davenport C. Morariu     | 1er tour (1/32) J. Husárová   | S. Testud Roberta Vinci    | 3e tour (1/8) J. Husárová        | Iva Majoli H. Nagyová       | -                             | -                           |
| 2002  | 2e tour (1/16) Rita Grande   | A. Coetzer Lori McNeil      | 3e tour (1/8) A. Widjaja      | Nicole Arendt Liezel Huber | 1er tour (1/32) A. Widjaja       | Janet Lee W. Prakusya       | 1er tour (1/32) A. Widjaja    | E. Gagliardi H. Nagyová     |
| 2003  | 2e tour (1/16) Silvia Farina | Mary Pierce Rennae Stubbs   | 3e tour (1/8) Silvia Farina   | Maja Matevžič H. Nagyová   | 2e tour (1/16) Silvia Farina     | V. Ruano Paola Suárez       | 1er tour (1/32) Silvia Farina | Maja Matevžič H. Nagyová    |
| 2004  | 1er tour (1/32) F. Pennetta  | Gisela Dulko M. Sequera     | 2e tour (1/16) S. Reeves      | Navrátilová Lisa Raymond   | 2e tour (1/16) Tina Križan       | Cara Black Rennae Stubbs    | 3e tour (1/8) Tina Križan     | Janet Lee Peng Shuai        |
| 2005  | 2e tour (1/16) Tina Križan   | E. Daniilídou Nicole Pratt  | 2e tour (1/16) M. Camerin     | Nadia Petrova Shaughnessy  | 1er tour (1/32) M. Camerin       | M. Bartoli M. Sequera       | 2e tour (1/16) M. Camerin     | Silvia Farina Roberta Vinci |
| 2006  | 2e tour (1/16) M. Camerin    | E. Dementieva F. Pennetta   | 1er tour (1/32) M. Camerin    | E. Dementieva F. Pennetta  | 3e tour (1/8) M. Camerin         | Yan Zi Zheng Jie            | 1er tour (1/32) E. Gagliardi  | Lisa Raymond S. Stosur      |
| 2007  | 2e tour (1/16) Roberta Vinci | Chan Yung-Jan Chuang C.J.   | 1er tour (1/32) Meilen Tu     | Ágnes Szávay V. Uhlířová   | 1er tour (1/32) Paola Suárez     | S. Kuznetsova Nadia Petrova | 3e tour (1/8) Shahar Peer     | N. Dechy Dinara Safina      |
| 2008  | 2e tour (1/16) Roberta Vinci | Maret Ani Meilen Tu         | 1er tour (1/32) Roberta Vinci | Peng Shuai Sun Tiantian    | 1er tour (1/32) M. Koryttseva    | Dinara Safina Ágnes Szávay  | 2e tour (1/16) Tamira Paszek  | Julie Ditty C. Gullickson   |
| 2009  | 1er tour (1/32) K. Barrois   | A.-L. Grönefeld P. Schnyder | 1er tour (1/32) Roberta Vinci | Květa Peschke Lisa Raymond | 1/4 de finale K. Barrois         | S. Stosur Rennae Stubbs     | 1er tour (1/32) K. Barrois    | Chan Yung-Jan K. Srebotnik  |
| 2010  | 2e tour (1/16) T. Bacsinszky | Sania Mirza V. Ruano        | 1er tour (1/32) T. Bacsinszky | B. Mattek Yan Zi           | 2e tour (1/16) T. Bacsinszky     | S. Williams V. Williams     | 3e tour (1/8) T. Bacsinszky   | Liezel Huber Nadia Petrova  |
| 2011  | 2e tour (1/16) T. Bacsinszky | A. Dulgheru M. Rybáriková   | -                             | -                          | -                                | -                           | -                             | -                           |

Sous le résultat, la partenaire ; à droite, l’ultime équipe adverse.

### En double mixte
| Année | Open d'Australie            | Open d'Australie            | Internationaux de France   | Internationaux de France    | Wimbledon                    | Wimbledon                     | US Open                      | US Open                 |
| ----- | --------------------------- | --------------------------- | -------------------------- | --------------------------- | ---------------------------- | ----------------------------- | ---------------------------- | ----------------------- |
| 2000  | -                           | -                           | -                          | -                           | 2e tour (1/16) Diego Nargiso | Gisela Riera J. Carrasco      | -                            | -                       |
| 2001  | -                           | -                           | 2e tour (1/8) Pavel Vízner | Rennae Stubbs T. Woodbridge | 2e tour (1/16) Pavel Vízner  | K. Srebotnik Tom Vanhoudt     | -                            | -                       |
| 2002  | -                           | -                           | -                          | -                           | 2e tour (1/16) David Rikl    | W. Prakusya David Adams       | -                            | -                       |
| 2003  | -                           | -                           | -                          | -                           | 1er tour (1/32) M. Bertolini | C. Wheeler Peter Luczak       | -                            | -                       |
| 2004  | -                           | -                           | -                          | -                           | 2e tour (1/16) Michael Hill  | Krasnoroutskaïa Daniel Nestor | -                            | -                       |
| 2005  | -                           | -                           | -                          | -                           | 1er tour (1/32) Jiří Novák   | J. Kostanić Ashley Fisher     | 1er tour (1/16) Mariano Hood | Rennae Stubbs Bob Bryan |
| 2007  | 1er tour (1/16) Leoš Friedl | E. Daniilídou Chris Haggard | 2e tour (1/8) Paul Hanley  | Yan Zi Mark Knowles         | -                            | -                             | -                            | -                       |
| 2010  | -                           | -                           | 1/4 de finale M. Matkowski | Vania King C. Kas           | 2e tour (1/16) M. Matkowski  | Anna Smith J. Marray          | -                            | -                       |

Sous le résultat, le partenaire ; à droite, l’ultime équipe adverse.

## Parcours en «Premier Mandatory» et «Premier 5»
Découlant d'une réforme du circuit WTA inaugurée en 2009, les tournois WTA « Premier Mandatory » et « Premier 5 » constituent les catégories d'épreuves les plus prestigieuses, après les quatre levées du Grand Chelem.

### En simple dames
| Année |              | Premier Mandatory           | Premier Mandatory           | Premier Mandatory             | Premier Mandatory |       | Premier 5 | Premier 5                        | Premier 5                  | Premier 5 | Premier 5 | Premier 5 | Premier 5 |
| Année | Indian Wells | Miami                       | Madrid                      | Pékin                         |                   | Dubaï | Rome      | Canada                           | Cincinnati                 |           | Tokyo     |           |           |
| Année | Indian Wells | Miami                       | Madrid                      | Pékin                         |                   | Doha  | Rome      | Canada                           | Cincinnati                 |           | Wuhan     |           |           |
| Année | Indian Wells | Miami                       | Madrid                      | Pékin                         |                   |       | Rome      | Canada                           | Cincinnati                 |           |           |           |           |
| 2009  |              | 1er tour (1/64) B. Mattek   | 2e tour (1/32) V. Zvonareva |                               |                   |       |           |                                  | 1er tour (1/32) B. Mattek  |           |           |           |           |
| 2010  |              | 1er tour (1/64) P. Schnyder | 1er tour (1/64) P. Kvitová  | 1er tour (1/32) O. Govortsova |                   |       |           | 2e tour (1/16) A. Pavlyuchenkova | 1er tour (1/32) N. Petrova |           |           |           |           |

Sous le résultat, l’ultime adversaire.

### En double dames
| Année                  | Premier Mandatory | Premier Mandatory    | Premier Mandatory | Premier Mandatory          | Premier Mandatory | Premier Mandatory        | Premier Mandatory | Premier Mandatory        | Premier 5                | Premier 5 | Premier 5 | Premier 5                  | Premier 5        | Premier 5                | Premier 5  | Premier 5 | Premier 5  | Premier 5               | Premier 5 | Premier 5 | Premier 5 | Premier 5 |
| Année                  | Indian Wells      | Indian Wells         | Miami             | Miami                      | Madrid            | Madrid                   | Pékin             | Pékin                    | Dubaï                    | Dubaï     | Doha      | Doha                       | Rome             | Rome                     | Canada     | Canada    | Cincinnati | Cincinnati              | Tokyo     | Tokyo     | Wuhan     | Wuhan     |
| ---------------------- | ----------------- | -------------------- | ----------------- | -------------------------- | ----------------- | ------------------------ | ----------------- | ------------------------ | ------------------------ | --------- | --------- | -------------------------- | ---------------- | ------------------------ | ---------- | --------- | ---------- | ----------------------- | --------- | --------- | --------- | --------- |
| 2009                   |                   |                      |                   |                            |                   |                          |                   |                          |                          |           |           |                            |                  |                          |            |           |            |                         |           |           |           |           |
| —                      | —                 | —                    | —                 | —                          | —                 | —                        | —                 | —                        | —                        |           |           | 1er tour (1/16) Vinci      | Azarenka Vesnina | —                        | —          | —         | —          | —                       | —         |           |           |           |
| 2010                   |                   |                      |                   |                            |                   |                          |                   |                          |                          |           |           |                            |                  |                          |            |           |            |                         |           |           |           |           |
| 2e tour (1/8) Janković | Mattek-Sands Yan  | 2e tour (1/16) Ruano | Peschke Srebotnik | 1er tour (1/16) Kops-Jones | Peer Schiavone    | 2e tour (1/8) Bacsinszky | Chuang Govortsova | 2e tour (1/8) Dekmeijere | Dzehalevich Kudryavtseva |           |           | 1er tour (1/16) Bacsinszky | Dulko Pennetta   | 2e tour (1/8) Bacsinszky | Chan Zheng | —         | —          | 1/4 de finale Schiavone | Forfait   |           |           |           |

N.B. : le nom de la partenaire se trouve sous le résultat ; le nom des ultimes adversaires se trouve à droite.

## Parcours aux Jeux olympiques

### En simple dames
| # | Date       | Nom de l'olympiade           | Surface    | Résultat        | Ultime adversaire | Score          |          |
| - | ---------- | ---------------------------- | ---------- | --------------- | ----------------- | -------------- | -------- |
| 1 | 19/09/2000 | Olympic Tennis Event Sydney  | Dur (ext.) | 1er tour (1/32) | Julie Halard      | 6-4, 6-2       | Parcours |
| 2 | 15/08/2004 | Olympic Tennis Event Athènes | Dur (ext.) | 2e tour (1/16)  | Nicole Pratt      | 1-6, 7-65, 6-2 | Parcours |

### En double dames
| # | Date       | Nom de l'olympiade           | Surface    | Résultat      | Partenaire    | Ultimes adversaires                      | Score    |          |
| - | ---------- | ---------------------------- | ---------- | ------------- | ------------- | ---------------------------------------- | -------- | -------- |
| 1 | 15/08/2004 | Olympic Tennis Event Athènes | Dur (ext.) | 2e tour (1/8) | Roberta Vinci | Conchita Martínez Virginia Ruano Pascual | 6-3, 6-3 | Parcours |

## Parcours en Fed Cup
| #                                                                   | Date       | Lieu                | Surface         | Gagnante(s)                      | Perdante(s)                           | Score         |          |
|                                                                     |            |                     |                 |                                  |                                       |               |          |
| 1999 - 1/4 de finale (groupe mondial) - Italie - Espagne - 3 : 2    |            |                     |                 |                                  |                                       |               |          |
| 1                                                                   | 17/04/1999 | Reggio de Calabre   | Moquette (int.) | Gala León García M. A. Sánchez   | Tathiana Garbin A. Serra Zanetti      | 7-5, 6-0      | Parcours |
|                                                                     |            |                     |                 |                                  |                                       |               |          |
| 1999 - 1/2 finale (groupe mondial) - Italie - États-Unis - 1 : 4    |            |                     |                 |                                  |                                       |               |          |
| 2                                                                   | 24/07/1999 | Ancona              | Terre (ext.)    | Serena Williams Venus Williams   | Tathiana Garbin A. Serra Zanetti      | 6-2, 6-2      | Parcours |
|                                                                     |            |                     |                 |                                  |                                       |               |          |
| 2000 - Round robin (groupe mondial) - Italie - Espagne - 0 : 3      |            |                     |                 |                                  |                                       |               |          |
| 3                                                                   | 27/04/2000 | Bari                | Terre (ext.)    | Conchita Martínez                | Tathiana Garbin                       | 6-3, 6-3      | Parcours |
|                                                                     |            |                     |                 |                                  |                                       |               |          |
| 2000 - Round robin (groupe mondial) - Italie - Croatie - 3 : 0      |            |                     |                 |                                  |                                       |               |          |
| 4                                                                   | 29/04/2000 | Bari                | Terre (ext.)    | Tathiana Garbin                  | Jelena Kostanić                       | 6-4, 7-66     | Parcours |
|                                                                     |            |                     |                 |                                  |                                       |               |          |
| 2000 - Round robin (groupe mondial) - Italie - Allemagne - 1 : 2    |            |                     |                 |                                  |                                       |               |          |
| 5                                                                   | 30/04/2000 | Bari                | Terre (ext.)    | Tathiana Garbin                  | Andrea Glass                          | 6-2, 6-3      | Parcours |
|                                                                     |            |                     |                 |                                  |                                       |               |          |
| 2003 - 1/4 de finale (groupe mondial) - États-Unis - Italie - 5 : 0 |            |                     |                 |                                  |                                       |               |          |
| 6                                                                   | 19/07/2003 | Washington          | Dur (ext.)      | Lisa Raymond Alexandra Stevenson | Tathiana Garbin Ant. Serra Zanetti    | 6-1, 6-2      | Parcours |
|                                                                     |            |                     |                 |                                  |                                       |               |          |
| 2004 - 1/4 de finale (groupe mondial) - Italie - France - 2 : 3     |            |                     |                 |                                  |                                       |               |          |
| 7                                                                   | 10/07/2004 | Rimini              | Terre (ext.)    | Tathiana Garbin Roberta Vinci    | Tatiana Golovin Mary Pierce           | 6-0, 7-65     | Parcours |
|                                                                     |            |                     |                 |                                  |                                       |               |          |
| 2005 - 1/4 de finale (groupe mondial) - Italie - Russie - 1 : 4     |            |                     |                 |                                  |                                       |               |          |
| 8                                                                   | 23/04/2005 | Brindisi            | Terre (ext.)    | Elena Dementieva                 | Tathiana Garbin                       | 6-4, 6-3      | Parcours |
| 8                                                                   | 23/04/2005 | Brindisi            | Terre (ext.)    | Vera Dushevina Dinara Safina     | Tathiana Garbin Mara Santangelo       | 6-3, 7-5      | Parcours |
|                                                                     |            |                     |                 |                                  |                                       |               |          |
| 2007 - 1/4 de finale (groupe mondial) - Italie - Chine - 5 : 0      |            |                     |                 |                                  |                                       |               |          |
| 9                                                                   | 21/04/2007 | Castellaneta Marina | Terre (ext.)    | Tathiana Garbin                  | Sun Tiantian                          | 6-4, 2-6, 6-3 | Parcours |
| 9                                                                   | 21/04/2007 | Castellaneta Marina | Terre (ext.)    | Tathiana Garbin                  | Zhang Shuai                           | 3-6, 6-2, 6-4 | Parcours |
|                                                                     |            |                     |                 |                                  |                                       |               |          |
| 2007 - 1/2 finale (groupe mondial) - Italie - France - 3 : 2        |            |                     |                 |                                  |                                       |               |          |
| 10                                                                  | 14/07/2007 | Castellaneta Marina | Terre (ext.)    | Tatiana Golovin                  | Tathiana Garbin                       | 6-3, 2-6, 6-2 | Parcours |
|                                                                     |            |                     |                 |                                  |                                       |               |          |
| 2008 - 1/4 de finale (groupe mondial) - Italie - Espagne - 2 : 3    |            |                     |                 |                                  |                                       |               |          |
| 11                                                                  | 02/02/2008 | Naples              | Dur (int.)      | Sara Errani Tathiana Garbin      | Nuria Llagostera Carla Suárez Navarro | 6-4, 6-3      | Parcours |

## Classements WTA en fin de saison

### En simple
| Année | 1994 | 1995 | 1996 | 1997 | 1998 | 1999 | 2000 | 2001 | 2002 | 2003 | 2004 | 2005 | 2006 | 2007 | 2008 | 2009 | 2010 |
| Rang  | 926  | 709  | 492  | 206  | 152  | 117  | 40   | 90   | 72   | 84   | 58   | 86   | 40   | 37   | 57   | 59   | 87   |

Source : (en) « Classements de Tathiana Garbin », sur le site officiel du WTA Tour

### En double
| Année | 1994 | 1995 | 1996 | 1997 | 1998 | 1999 | 2000 | 2001 | 2002 | 2003 | 2004 | 2005 | 2006 | 2007 | 2008 | 2009 | 2010 |
| Rang  | 736  | 738  | 381  | 301  | 139  | 175  | 52   | 44   | 42   | 51   | 81   | 42   | 63   | 33   | 128  | 63   | 31   |

Source : (en) « Classements de Tathiana Garbin », sur le site officiel du WTA Tour